# Ifing
Dans la mythologie Nordique, Ifing, du vieux norois Ífingr, est le nom de la rivière qui sépare le domaine des dieux « Ásgard » du monde des géants « Jötunheim ». Ce nom nous est donné par le Vafþrúðnismál, le troisième poème de l'Edda poétique. Dans les strophes 15 & 16, Vafþrúðnir mettant au défi Gagnráðr, son visiteur (Odin en fait), lui demande quel est le nom de la rivière séparant Asgard de Jötunheim.
En effet, la rivière ne gelant jamais les géants ne peuvent la traverser pour atteindre Asgard.
Vafþrúðnismál 
15
(Vafthruthnir parle)
Parlez clair maintenant Gagnrath, debout dans cette halle,
Et montrez si de Sagesse et de Savoir vous êtes pourvus !
Quel est le nom de cette rivière rejoignant les royaumes
À la fois des Dieux et des Géants ?
16
(Odin parle)
Ifing est la rivière qui rejoint les royaumes
Des Dieux et des Géants ;
Depuis tous les temps ses flots coulent,
Jamais la glace n'y couvrant ses eaux.